# Sowa (Botswana)
Sowa ist eine Stadt innerhalb des Central District in Botswana. Dort befindet sich ein bedeutendes Sodabergwerk, in dem auch Natriumchlorid gewonnen wird. Sowa ist die kleinste selbstverwaltete Stadt des Landes.

## Geographie
Im Jahr 2011 hatte Sowa 3598 Einwohner. Die Stadt liegt zwar innerhalb des Central District, ist aber selbstverwaltet. Sowa wird nach den Sowa Township Regulations administriert. Die örtliche Volksvertretung besteht aus sieben von der botswanischen Regierung ernannten und einem von den Bewohnern der Region gewählten Vertreter (Stand 2008). sowa bedeutet in der Khoisan-Sprache „Salz“. 
Die Mine liegt in der Sua Pan (auch Sowa Pan), der östlichsten Salzpfanne der Makgadikgadi Pans. Das Gebiet ist flach, das Klima arid. Francistown liegt etwa 163 Kilometer südwestlich. Nächstgelegener Ort ist das 30 Kilometer östlich gelegene Dukwi. 

## Geschichte
Der Bau der Stadt Sowa wurde 1988 durch ein Gesetz im botswanischen Parlament beschlossen. Bis dahin lebten in dem Gebiet nur einige Viehtreiber. 1990 wurde der Ort eröffnet, 1991 das Bergwerk, das anfangs von einem Konsortium aus botswanischer Regierung, De Beers, Anglo American und AECI betrieben wurde, bevor es 1995 von Botswana Ash übernommen wurde, das zu 50 Prozent dem Staat, zu je 14 Prozent den drei anderen genannten Unternehmen und zu acht Prozent einem Bankenkonsortium gehört.

## Wirtschaft und Infrastruktur
Rund 300.000 Tonnen Soda und 250.000 Tonnen Natriumchlorid werden jährlich in der rund 20 Kilometer westlich gelegenen Salzpfanne abgebaut. Das Bergwerk hat rund 450 Angestellte. Die Zentrale von Botswana Ash befindet sich in Sowa. 2008 war kein Einwohner Sowas über 65 Jahre alt. Grundeigentum kann nicht erworben werden. Um die Stadt wurde ein Schutzzaun gezogen, der jedoch gelegentlich von Viehtreibern durchschnitten wird, so dass sie ihr Vieh in die Stadt führen können.
Der Sua Pan Airport (IATA-Code SXN, ICAO-Code FBSN) liegt zwischen dem Ort im Osten und den Verladeanlagen im Westen. Die asphaltierte Landebahn ist rund 1675 Meter lang. Von den Verladeanlagen führt eine Bahnstrecke südlich um den Ort herum bis Francistown. Sie wird nur im Güterverkehr betrieben. Die Fernstraße A32 ist die einzige Straße, die Sowa erreicht. Sie verläuft ostwärts und trifft auf die A3, die unter anderem von Francistown nach Maun führt. Auch über die A32 wird Soda abtransportiert.

## Städtepartnerschaften
- Karibib (seit April 2018)[6]